# Hodscha Niyaz

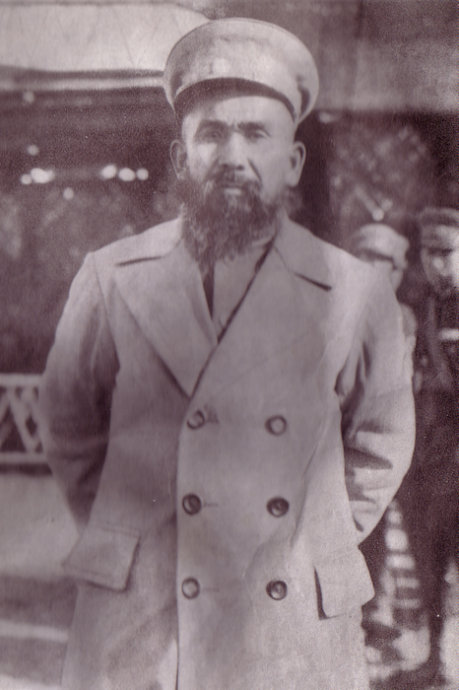
Hodscha Niyaz

Hodscha Niyaz Hāddschi (auch Hoja Niyaz Haji; uigurisch خوجا نىياز ھاجى Xoja Niyaz Haji, خوجا نياز حاجی, chinesisch 和加·尼牙孜·阿吉, Pinyin Héjiā Níyázī Ājí; russisch Ходжа Нияз Chodscha Nijas; * 1889; gest. 1938/1943, Ürümqi) war ein Anführer der uigurischen Unabhängigkeitsbewegung. Er leitete mehrere Rebellionen in Xinjiang, sowohl gegen das Khanat von Kumul, als auch gegen den chinesischen Gouverneur Jin Shuren und später gegen den Hui-Warlord Ma Zhongying. Er fungierte auch als der erste und einzige Präsident der kurzlebigen Islamischen Republik Ostturkestan (1933–34).

## Leben und Karriere
Niyaz wurde 1889 in einem kleinen Bergdorf in der Präfektur Kumul in Xinjiang geboren. Bereits im Alter von 18 Jahren nahm er an einem Aufstand teil, als er mit Bauern und Bergbewohnern 1907 gegen Shah Mahsut, den Khan von Kumul, einen halb-autonomen Fürsten der Qing-Dynastie kämpfte. Der Aufstand wurde niedergeschlagen und er floh in die Region von Turpan, wo er eine Astana, eine Religionsschule besuchte, an der er in Kontakt mit weiteren zukünftigen Anführern kam, vor allem den Brüdern Maksut und Mahmut Muhiti. Nach einem Jahr der Unterweisung verließ er Turpan und ging auf die Hāddsch nach Mekka und legte sich den Titel „Haddschi“ zu.
1912 kehrte Niyaz nach Xinjiang zurück, wo sich zu der Zeit ein Aufstand gegen das Khanat von Kumul entwickelte. Der Anführer des Aufstands war Timur Halpa und Niyaz schloss sich den Aufständischen an. Nachdem Timur Halpa bei einem Festmahl des Gouverneurs von Xinjiang, Yang Zengxin, der Halpa vorher zum Kommandanten der Provinz-Truppen befördert hatte und in dem Konflikt vermittelt hatte, ermordet wurde, musste Niyaz fliehen.
1916 hielt er sich in der russischen Grenzstadt Scharkent, Semiretschje auf. Die Stadt liegt im Gebiet des Ili, wo vor allem Uiguren siedeln, die nach 1881 ins russische Reich geflohen waren, als die Qing-Dynastie das Ili-Tal in Xinjiang (rück)eroberten. In Scharkent arbeitete er für den lokalen Uigurenführer und reichen Händler Valiahun Yuldashev und, nachdem 1917 die Russische Revolution ausbrach, half er dabei kleine uigurische Selbstverteidigungstruppen zusammenzustellen. Nachdem der Russische Bürgerkrieg auch Semiretschje erreicht hatte, lernte Niyaz 1921 den uigurischen Revolutionär Abdulla Rozibakiev kennen, einen der Gründer der Inqlawi Uyghur Ittipaqi („Revolutionäre Uigurische Union“). Diese revolutionäre nationalistische Organisation stand unter dem Schirm der Komintern.

## Revolutionsführer
1923 kehrte Niyaz nach Xinjiang zurück, hielt sich zunächst in Gulja auf, dann in Ürümqi, wo er sich an der Organisation von revolutionären Gruppen im Untergrund beteiligte und eine Rebellion vorbereitete. 1927 kehrte er zur Beerdigung seines Vaters nach Kumul zurück. Nach dem Tod des Herrschers des Khanats Kumul, Shah Mahsut, im März 1930, wurde er zum Ratgeber des neuen Herrschers ernannt.
Zur gleichen Zeit versuchte jedoch der Gouverneur von Xinjiang, Jin Shuren (1928–1933), Vorteile aus dem Machtvakuum zu ziehen, und ordnete die Absetzung des Khanats an. Er hinderte Shah Mahsuts Sohn Nazir daran das Amt zu übernehmen. Gleichzeitig erlaubte Jin Shuren Han-Chinesischen Siedlern aus Gansu sich im Herrschaftsgebiet anzusiedeln. Diese Ereignisse lösten die Hami-Rebellion 1931 aus. Ma Zhongying sagte zu, dass er seine Truppen einsetzen würde, um Jin Shuren zu stürzen. Hodscha Niyaz erhielt auch Unterstützung aus der Mongolischen Volksrepublik: Im Herbst 1931 erhielt er von dort 600 Sets Winterkleidung, Zelte und 120 Gewehre.
Die Rebellion breitete sich schnell über den Osten von Xinjiang und dann über die ganze Provinz aus. Im Februar 1933 wurde Ürümqi von Uiguren und Hui belagert und die Provinzregierung kontrollierte nur mehr 10 % des Territoriums von Xinjiang. Am 12. April 1933 kam General Sheng Shicai an die Macht, nachdem Jin Shuren im März durch eine Meuterei der Russischen Kosaken abgesetzt wurde. Sheng Shicai erhielt Unterstützung aus der UdSSR, nachdem er alle Geheimabsprachen abgesegnet hatte, die sein Vorgänger mit der Sowjetunion getroffen hatte. Im Juni 1933 ging er mit Hodscha Niyaz eine Allianz gegen Ma Zhongying ein. Die Allianz zwischen Niyaz und Ma Zhongying war durch die Schlacht von Jimsar zerbrochen. Niyaz hatte dabei schwere Verluste hinnehmen müssen, konnte jedoch die Verteidiger zur Kapitulation zwingen. Ma Zhongyings Einheiten schützten während dieser Schlacht vor allem die Flanken und die Nachhut des gemeinsamen Trosses, während die uigurischen Truppen in die Hauptkampflinien gegen die Festung Jimsar gestellt wurden. Niyaz sagte der Garnison freien Abzug im Gegenzug für die Überlassung der Waffen zu, aber nachts überfiel Ma Zhongying die Festung, plünderte das Arsenal (12.000 Gewehre, 6 Maschinengewehre und 500.000 Schuss Munition) und nahm die Chinesische Garnison in seine Tungan-Verbände auf. Er weigerte sich, die geraubten Waffen mit Niyaz zu teilen. Das ereignete sich am 28. Mai 1933 und bereits wenige Tage später traf sich Niyaz mit Agenten des Sowjetischen Generalkonsuls in Ürümqi, Garegin Apressoff, um Friedensgespräche mit Sheng Shicai aufzunehmen. Der Vertrag zwischen Sheng Shicai und Hodscha-Niyaz wurde am 4. Juni unterzeichnet, und die Sowjets rüsteten Niyaz mit „beinahe 2.000 Gewehren mit Munition, einigen hundert Bomben und drei Maschinengewehren“ aus. Der neu ernannte Konsul in Ürümqi, Apresoff, der auch die Verhandlungen geleitet hatte, drängte Niyaz, seine Truppen gegen die Tunganen (Hui) zu führen, was zu einer Reihe von Massakern unterschiedlicher Bevölkerungsgruppen und letztendlich zur Niederschlagung der Rebellion durch die Provinz-Truppen führte.
Niyaz führte seine Truppen durch Dawan Cheng nach Toksun, wo er in der Schlacht von Toksun durch Tunganen unter General Ma Shiming besiegt wurde. Hodscha Niyaz zog sich am 13. Januar 1934 nach Kaschgar zurück und floh aus Aksu auf einem 300 Meilen-Marsch (480 km) entlang des Tengri Tagh an der sowjetisch-chinesischen Grenze, wobei er die Tungan-Truppen von Ma Fuyuan umging, die ihn auf der Hauptroute von Aksu nach Kaschgar erwarteten. In Kaschgar nahm er die Präsidentschaft der neu ausgerufenen Türkisch Islamischen Republik von Ostturkestan an. Die Verbindung mit dieser separatistischen Republiksgründung verstieß gegen seine Abmachungen vom 4. Juni 1933 mit Sheng Shicai (Jimsar Agreement). In dieser Vereinbarung mit 7 Abschnitten gab Niyaz seine Ansprüche auf Nord-Xinjiang (die Dsungarei) auf und erhielt im Gegenzug die Anerkennung über Rechte für das ganze Territorium südlich des Tengri Tagh (Tianshan), inklusive Kaschgar, Turpan-Senke und Kumul-Senke (Hami). In diesem Vertrag wurde dem ganzen Gebiet „Autonomie“ zugesichert und die Chinesen versprachen den Tengri Tagh nicht zu überschreiten. Eine Offensive der Tungan-Truppen, sowjetische Militärinterventionen und sowjetische Unterstützung für Sheng Shicai führten jedoch bald zur Niederlage der Islamischen Republik Ostturkestan im Juni 1934.

## Tod
Es gibt widersprüchliche Berichte über seinen Tod. Obwohl er von Sheng Shicai 1934 zum Vice-Chairman der Regierung von Xinjiang und zum „Zivil-Gouverneur auf Lebenszeit“ ernannt worden war, wurde er abgeschottet und in Ürümqi von sowjetischen Agenten als Marionette gehalten. Seine Bitte, Stalin persönlich zu sprechen und die Xinjiang-Frage in Übereinstimmung mit dem Selbstbestimmungsrecht der Völker zu klären, wie es offiziell von der UdSSR in ihrer Revolutions-Doktrin verlautbart wurde, wurde ihm verwehrt. Im April 1937, nach der Rebellion der 6. Uigurischen Division unter General Mahmut Muhiti gegen die Provinzregierung in Kaschgar, wurde Niyaz in Ürümqi verhaftet und angeblich 1938 hingerichtet. Die Todesstrafe wurde von Moskau bestätigt. Hodscha Niyaz und seine 120 Anhänger wurden als anti-revolutionäre „Trotzkisten“ und „japanische Agenten“ bezeichnet. Niyaz wies alle Vorwürfe zurück und gab an, alles sei eine Verschwörung von Sheng Shicai gegen ihn. Seine letzten Worte werden überliefert: „Dieses Todesurteil ist mir nicht neu. In der Tat bin ich gestorben, als ich nach Ürümqi kam. Ich werde sterben, aber mein Volk wird weiterleben ... Die Revolution ist noch nicht zu Ende.“
Andere Quellen berichten, dass er bis zum Sommer 1943 im Gefängnis gehalten und auf Befehl von Chiang Kai-shek hingerichtet wurde, der 1943 die Kontrolle der Kuomintang über Xinjiang wieder herstellte und die Sowjets und ihre Ratgeber aus dem Land warf.

## Zitate
Sven Hedin überliefert einen Ausspruch von "Niaz Haji":
„Kein Mann kann mich verletzen. Aber diese Tunganen sind keine Menschen. Sie sind wilde Bestien, die durch die Straßen schleichen. Es ist hoffnungslos zu wilden Tieren zu sprechen. Sie haben immer ihre Gewehre und Pistolen bereit. Sie verstehen keine andere Sprache.“
Es befindet sich auch ein Gedicht über Niyaz und seine Schlachten im Umlauf.

Vater Hodjam Niaz Ghazi

Seine Kanonen töten Fünf

Wenn er kämpft mit den Tungan

Tötet er tausende Kriegsopfer.

## Nachwirkung
Yulbars Khan nannte einen seiner Söhne „Niyas“.